# 卡里马塔海峡
卡里马塔海峡，是加里曼丹岛和邦加岛、勿里洞岛之间的海峡，南连爪哇海，北接南中国海，宽约150公里，海峡中有卡里马塔群岛。
2°19′27″S 108°51′41″E / 2.32417°S 108.86139°E